# 西光寺 (茅ヶ崎市)

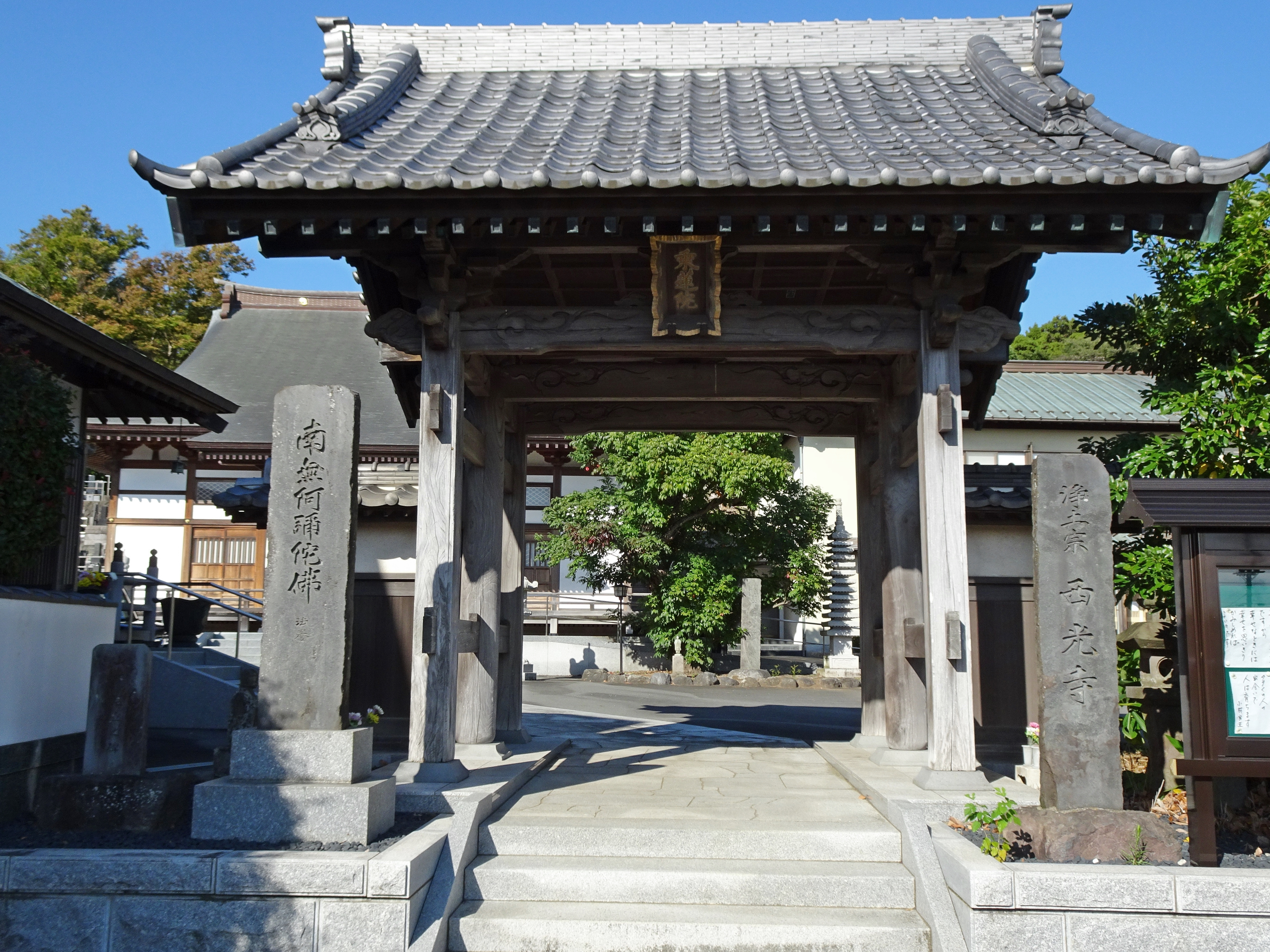
西光寺山門

西光寺（さいこうじ）は、神奈川県茅ヶ崎市赤羽根にある浄土宗の寺院である。山号は迎接山。院号は乗蓮院。本尊は阿弥陀如来。

## 概要
鎌倉岩瀬大長寺の末寺で、赤羽根山のふもとに位置し、山門・鐘楼堂等が建立されている。また子年・午年に開帳される秘仏の十一面観音は、江戸時代より除厄招福観音として大山詣での行き帰りに崇拝されていた。平成25年（2013年）3月に本堂落慶法要を行い、現在に至る。

## 所在地
- 〒253-0001 神奈川県茅ヶ崎市赤羽根3222

## 年間行事
- 施餓鬼法要
- 盆供養会
- 水子供養会(1・5・9月)